# 塔斯奎蒂鎮區 (北卡羅萊納州克萊縣)
塔斯奎蒂鎮區（英語：Tusquittee Township）是位於美國北卡羅萊納州克萊縣的一個鎮區。

## 地方資料
塔斯奎蒂鎮區的面積為159.30平方千米，皆為陸地。根據2020年美國人口普查的數據，當地共有人口1009人，而人口密度為每平方千米6.33人。